# Estônia nos Jogos Olímpicos

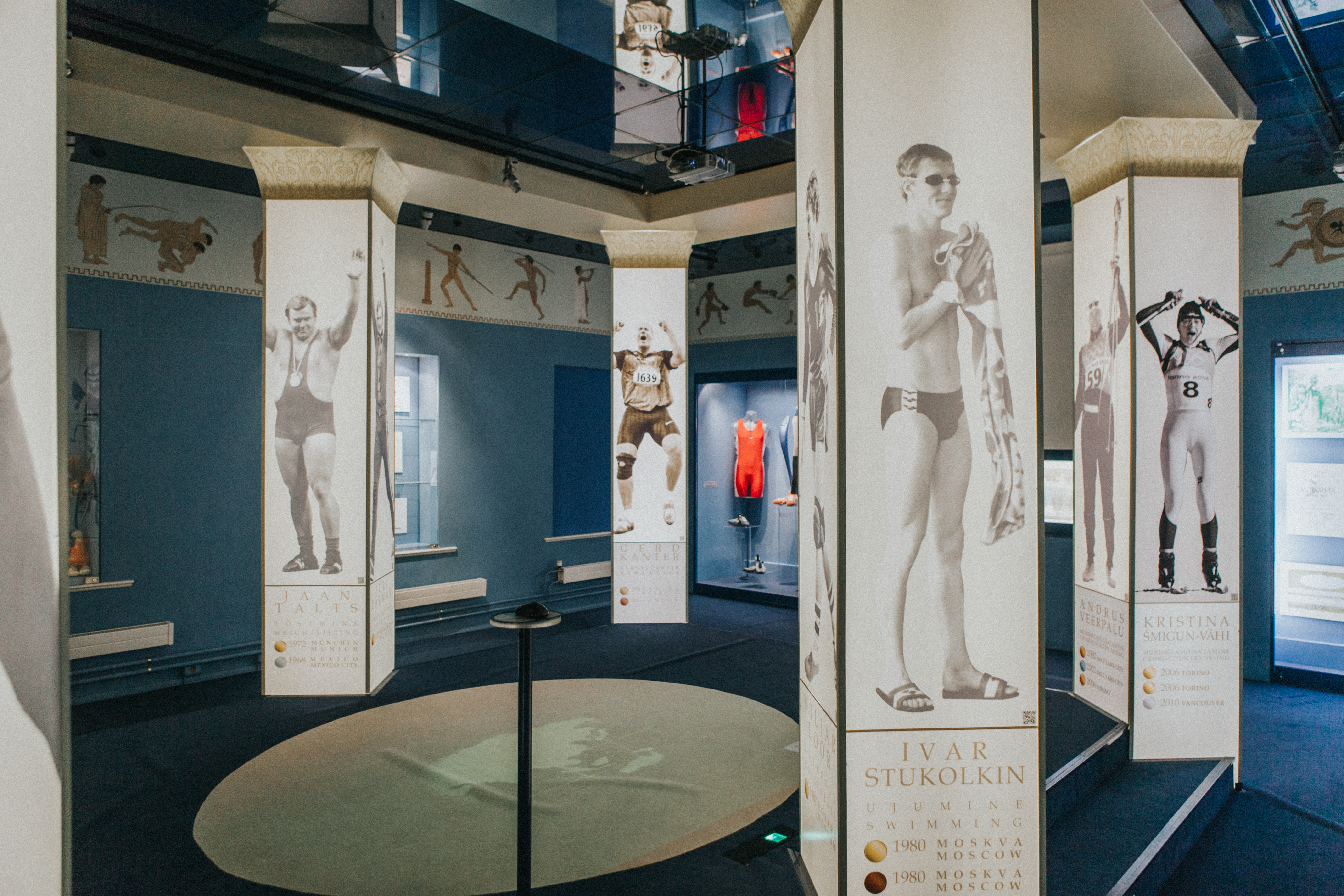
Uma sala dedicada aos heróis olímpicos do Museu Olímpico e Esportivo da Estônia.

A Estônia declarou em 1918 independência da Rússia e competiu como nação pela primeira vez nos Jogos Olímpicos de Verão de 1920, apesar do comitê nacional ter estabelecido apenas em 1923. A primeira participação estoniana nos Jogos de Inverno foi em 1924. Em 1940 a Estônia foi anexada a União Soviética. Após a independência em 1991, a Estônia voltou a disputar os jogos olímpicos, conquistando medalhas no atletismo, halterofilismo, wrestling e esqui cross-country.

## Medalhas por esporte

### Medalhas nos Jogos Olímpicos de Verão
| Modalidade     | Ouro | Prata | Bronze | Total |
| Wrestling      | 5    | 1     | 4      | 10    |
| Athletics      | 2    | 1     | 2      | 5     |
| Halterofilismo | 1    | 3     | 3      | 7     |
| Ciclismo       | 1    | 0     | 0      | 1     |
| Remo           | 0    | 2     | 0      | 2     |
| Boxe           | 0    | 1     | 0      | 1     |
| Judô           | 0    | 0     | 3      | 3     |
| Vela           | 0    | 0     | 2      | 2     |
| Total          | 9    | 8     | 14     | 31    |

### Medalhas nos Jogos Olímpicos de Inverno
| Modalidade          | Ouro | Prata | Bronze | Total |
| Esqui cross-country | 4    | 1     | 1      | 6     |
| Total               | 4    | 1     | 1      | 6     |